# Car

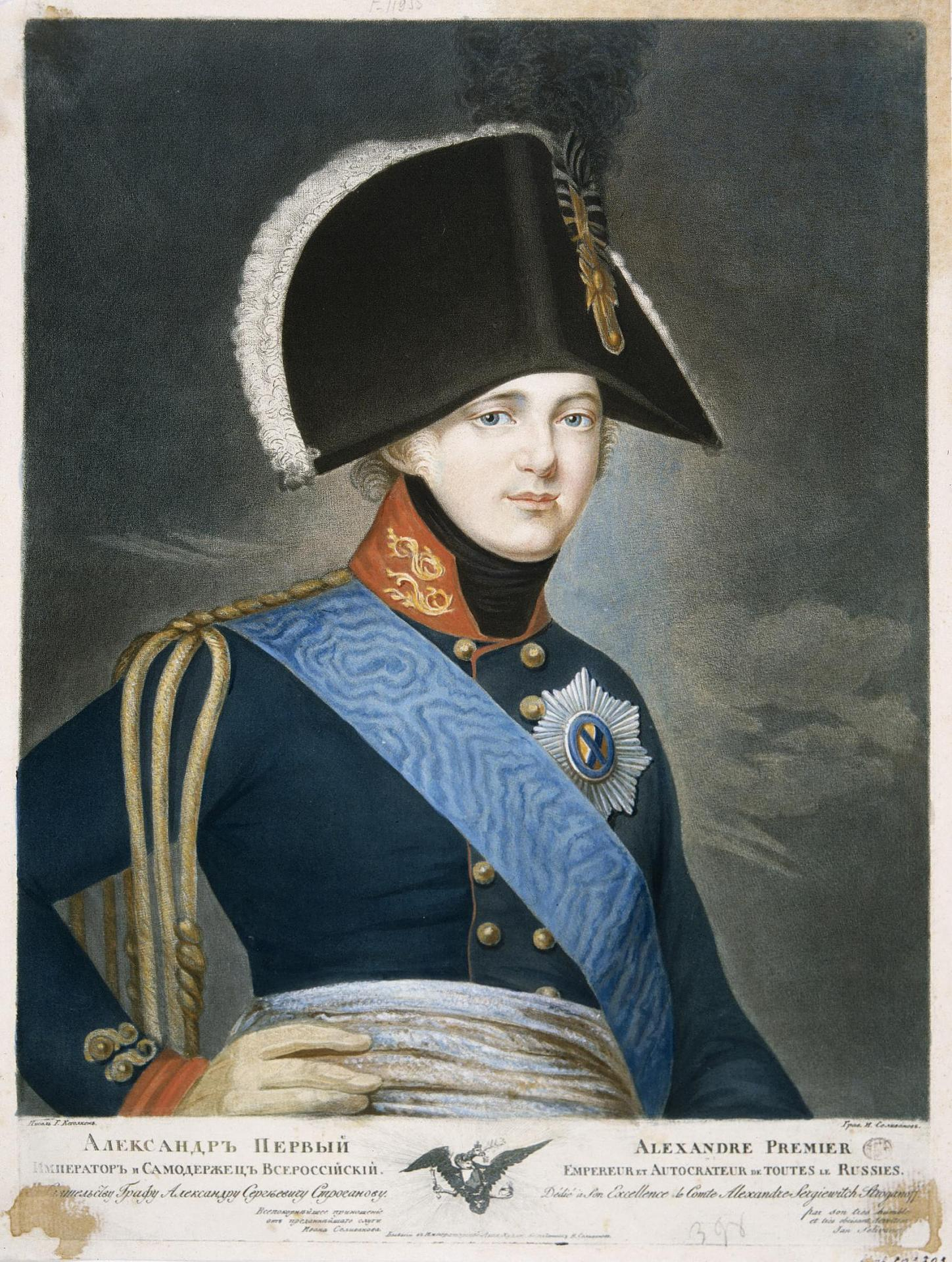
Car (Aleksander I Romanow)

Car (bułg. цар, ros. царь, serb. цар / car) – tytuł monarszy używany w Europie Wschodniej; państwo rządzone przez cara to carstwo, z kolei sam system rządów nazywany jest caratem. Carstwami były Bułgaria (od X wieku), Serbia (od XIV wieku) i Rosja (od XVI wieku), a carem (carzem) nazywano także władców Gruzji i chanów tatarskich, zwłaszcza chana krymskiego – car perekopski (zob. Złota Orda, Wielka Orda, Chanat Krymski, Chanat Kazański, Chanat Syberyjski i in.).
Od tego tytułu pochodzą też nazwy członków jego rodziny:
- żona cara to caryca (ros. цaрицa);
- syn cara to carewicz (ros. цapeвич);
- następca tronu to cesarzewicz (ros. цесаревич);
- córka cara to carewna (ros. цapeвнa).

Carewiczami, carzewicami i carzykami określano nie tylko synów chana, ale też jego potomków w dalszych pokoleniach.
Nazwa pochodzi od tytułu cesarza (z łac. caesar), ze starosłowiańskiego zniekształcenia.

## Etymologia
Z formy cěsarь powstała na gruncie cerkiewnym cьsarь gdzie redukcja ě ⇒ ь spowodowana była słabym wymawianiem tej samogłoski w pozycji przedakcentowej. Dalszą redukcją był zanik nieakcentowanego jeru miękkiego, być może pod wpływem sąsiedztwa blisko brzmiących c i s. W języku rosyjskim cьsarь zamienił się w caŕ (царь), dopełniacz caria (царя), z niego rozwinęły się terminy carica (царица), carstwo (царство), carskij (царский), carstwowat' (царствовать) = „panować, rządzić”, carstwowanije (царствование) = „panowanie” etc., ale źródłosłów zachował się w formie cesariewicz (цесаревич) = „następca tronu”.
Początkowo słowiański termin używany na określenie cesarzy bizantyńskich, stąd też na określenie Konstantynopola powstały słowa Cariь gradъ, Carь gradъ, które dały później formę rosyjską Carьgrad, Cariegrad, ukraińską Carehrad/Carhorod i wersję spolszczoną Carogród. 
W języku staropolskim odpowiednikiem „cara” (cesarza) był carz.

## Carowie

### Bułgarii
W latach 917–1018 (pierwsze państwo bułgarskie) i 1186–1393 (drugie państwo bułgarskie) tytuł ten nosili średniowieczni władcy bułgarscy. Od 1908 do 1946 roku król Bułgarii nosił tytuł cara.
Ostatnim carem Bułgarii był Symeon II, późniejszy premier tego państwa w latach 2001–2005.

### Serbii
Tytuł używany przez władców imperium serbskiego w latach 1346–1371. Tytuł wprowadzony przez Stefana IV Urosza Duszana.

### Rosji
W Rosji tytulatura carska równoznaczna była tytulaturze królewskiej, natomiast wprowadzona przez Piotra I Wielkiego tytulatura imperatorska/cesarska, równoznaczna była tytulaturze cesarskiej. Pierwszym carem rosyjskim był wielki książę moskiewski Iwan IV Groźny, który przyjął ten tytuł w 1547 roku, jako wnuk księżniczki Zofii z dynastii Paleologów (rządzącej w Bizancjum w latach 1259–1453). Tytuł cara oznaczał nie tylko pretendowanie do kontynuacji tradycji Cesarstwa Bizantyńskiego i zwierzchnictwa nad światem prawosławnym (doktryna Moskwa – Trzeci Rzym), ale przede wszystkim dążenie do zjednoczenia wszystkich ziem ruskich. W 1721 roku Piotr I obwołał się imperatorem (cesarzem) i zastąpił tym tytułem tytuł cara. Stary tytuł od tego czasu pozostał jedynie potocznym określeniem władców rosyjskich. Władcy Rzeczypospolitej nie uznawali rosyjskich tytułów innych niż tytuł wielkiego księcia moskiewskiego aż do 1764 roku, gdy uznano cesarskość pod przymusem Katarzyny II.
Władcy Rosji używali tytułu cara w stosunku do ziem wchodzących w skład Imperium Rosyjskiego, będących niegdyś niepodległymi chanatami, czy ordami (patrz niżej – inne przypadki). I tak w tytulaturze cesarzy rosyjskich występowali m.in.:
- car kazański,
- car astrachański,
- car syberyjski,
- car Chersonezu Taurydzkiego (od 1783)
- car gruziński (po aneksji Gruzji w 1801)

Herb Carstwa Kazańskiego
Herb Carstwa Astrachańskiego
Herb Carstwa Syberyjskiego
Herb Carstwa Taurydzkiego
Herb Carstwa Gruzińskiego

Ostatnim cesarzem Rosji był Mikołaj II, panujący w latach 1894-1917.